# Комуње (Венеција)
Комуње (итал. Comugne) је насеље у Италији у округу Венеција, региону Венето.
Према процени из 2011. у насељу је живело 322 становника. Насеље се налази на надморској висини од 5 м.